# Soudal Quick-Step
A Deceuninck-Quick Step no Tour La Provence de 2019
Deceuninck-Quick Step (código UCI: DQT), anteriormente conhecido como Omega Pharma-Quick Step e Quick Step entre outros, é um equipa ciclista profissional da Bélgica de categoria UCI WorldTeam (máxima categoria de equipas ciclistas). Participa do UCI WorldTour bem como de algumas carreiras do Circuito Continental principalmente as do UCI Europe Tour.
Foi fundado em 2003 como continuador da histórica equipa Mapei, com Patrick Lefevere à frente. Quick Step já tinha sido copatrocinador da Mapei na sua última etapa.
O seu principal patrocinador era a empresa italiana Quick Step até ano 2011, quando a potente farmacêutica Omega Pharma, mecenas entre 2005 e 2011 da outra grande equipa belga, a Lotto, contribuiu em 2012 orçamento e, sobretudo, um novo ar a uma equipa que nos últimos anos não tinha rodado como se esperava. Com o fim do patrocínio da Omega Pharma ao final da temporada de 2014, no Tour de France 2014 a equipa anunciou a Etixx como o novo patrocinador, o contrato é até 2017 e a equipa se denominasse a partir da temporada de 2015 como Etixx-Quick Step (código UCI: EQS). Ao final da temporada de 2016 novamente a equipa anuncia uma mudança de nome, continuando com a mesma estrutura, passando a chamar-se Quick Step Floors Cycling Team, continuando com Etixx como patrocinador secundário.
Tem uma histórica rivalidade com a outra equipa UCI WorldTeam belga, a Lotto Soudal e sempre tem destacado pelo seu alto nível nas clássicas de Primavera e outras provas de um dia celebradas em Flandres, Valônia/Valónia ou o norte da França.

## História da equipa

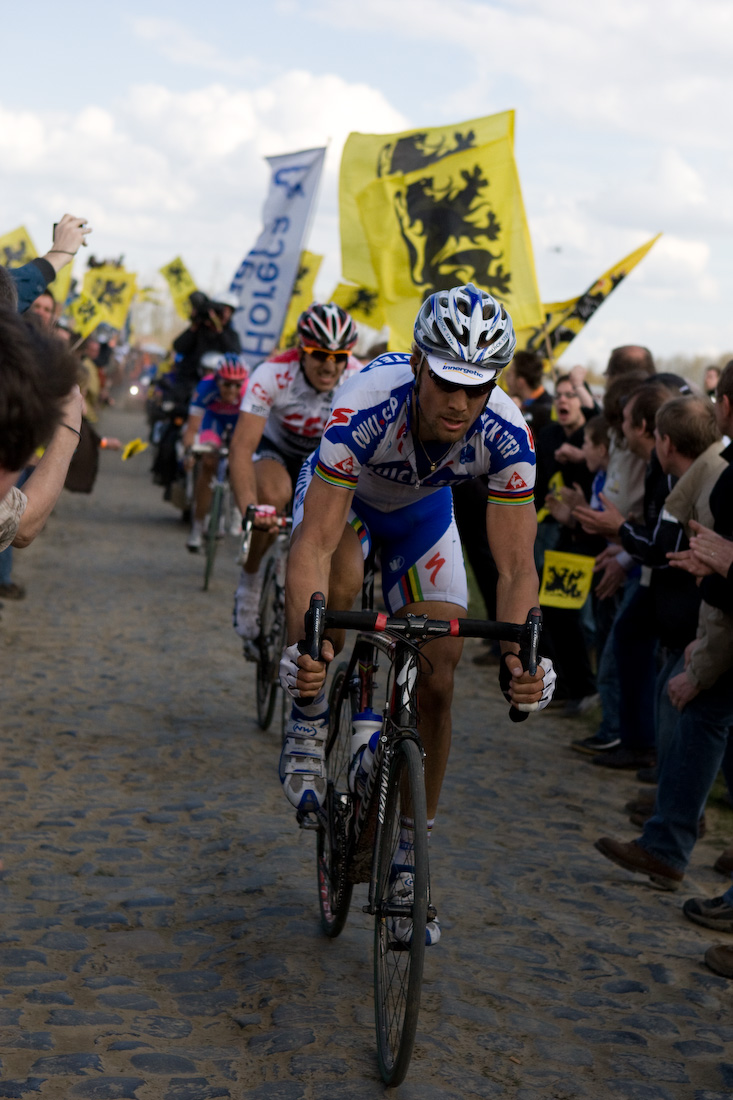
Tom Boonen e Fabian Cancellara na Paris-Roubaix de 2008.

### 2003-2011
A equipa fundou-se em 2003.
Na temporada de 2007 conseguiu um total de 40 vitórias, destacando as 4 etapas no Tour de France, 2 de Tom Boonen, 1 de Gert Steegmans e 1 de Cédric Vasseur. Também a vitória de Paolo Bettini na Volta a Espanha, e o Campeonato do Mundo também do ciclista italiano. Depois consegui vitórias, sobretudo ao sprint, em massa de corrida, ainda que a maioria delas em carreiras menores.
Na temporada de 2008 conseguiu um total de 42 vitórias, destacando a etapa no Tour de France de Gert Steegmans e as 5 na Volta a Espanha, 2 de Tom Boonen, 2 de Paolo Bettini e 1 de Wouter Weylandt. Também destacam a vitória na Volta à Flandres de Stijn Devolder, a vitória na Paris-Roubaix na Tom Boonen, as 2 etapas na Paris-Nice de Gert Steegmans e outra de Carlos Barredo nessa mesma carreira e as 2 vitórias de etapa no Tour do Benelux de Tom Boonen. Depois conseguiu vitórias, sobretudo ao sprint, em massa de corridas, como a Volta ao Algarve, a Volta à Áustria, a Volta à Valônia ou o Circuito Franco-Belga. Ademais conseguiu o Campeonato Nacional de contra-relógio da Bélgica com Stijn Devolder.

### 2012: Renovação no plantel e dois monumentos com Boonen
Depois de uma temporada de 2011, muito pobre de resultados (8 vitórias ao longo do ano), para a temporada de 2012, um dos patrocinadores do seu principal rival a Omega Pharma-Lotto, entrou como patrocinador da equipa. A empresa farmacêutica Omega Pharma depois de que tivesse várias divergências com o outro patrocinador, Lotto decidiu apoiar, de novo, ao QuickStep e a equipa passou a se chamar Omega Pharma-QuickStep a partir de 1 de janeiro de 2012. Dita empresa já tinha patrocinado à equipa baixo a sua marca Davitamon nos anos 2003 e 2004.
Além da mudança de patrocinador a equipa reforçou significativamente o seu elenco, contratando a ciclistas como Tony Martin, Levi Leipheimer, e os irmãos Peter e Martin Velits. Os novos ares deram resultado e a equipa foi um dos mais triunfadores da temporada de 2012, com 50 vitórias, incluídas a contrarrelógio por equipas e a contrarrelógio individual do campeonato do mundo de Valkenburg por parte de Tony Martin. Ademais somou-se a recuperação de nível de Tom Boonen, quem conseguiu 13 vitórias e conseguiu dominar nas clássicas se levando o triunfo na Paris-Roubaix, a Volta à Flandres, a Gante-Wevelgem e a E3 Prijs Vlaanderen-Harelbeke. No final de 2012, Levi Leipheimer foi despedido depois da vinda à tona do caso US Postal-Armstrong, perdendo um corredor importante para as classificações gerais de voltas por etapas.

### 2013: Chegada de Cavendish
Para 2013 se contratou a Mark Cavendish e manteve-se na senda vitoriosa de 2012. A equipa acumulou 55 triunfos, quase 20 por parte do britânico, entre eles 5 etapas do Giro d'Italia e 2 do Tour de France. Ademais se revalidaram os títulos mundiais contrarrelógio, tanto por equipas como em individual.

### 2014: Paris-Roubaix com Terpstra e maillot arco-íris para Kwiatkowski
Em 2014 uniu às suas fileiras ao colombiano Rigoberto Urán, corredor com o qual se pretendia melhorar nas classificações gerais das grandes voltas; e de facto foi assim já que conseguiu ficar segundo no Giro d'Italia, além de se levar uma etapa. Entre as suas vitórias destacadas na temporada encontra-se a Paris-Roubaix vencida pelo neerlandês Niki Terpstra, as três etapas conseguidas no Tour de France, dois delas por parte de Tony Martin e o Campeonato Mundial em Estrada com Michał Kwiatkowski ao final da temporada. A equipa conseguiria um total de 62 vitórias durante toda a temporada.

## Corredor melhor classificado nas Grandes Voltas
| Ano  | Giro d'Italia              | Tour de France          | Volta a Espanha                |
| ---- | -------------------------- | ----------------------- | ------------------------------ |
| 2003 | -                          | 16.º Richard Virenque   | 42.º Jurgen Van Goolen         |
| 2004 | -                          | 15.º Richard Virenque   | 49.º José Antonio Pecharromán  |
| 2005 | 38.º Paolo Bettini         | 41.º Michael Rogers     | 9.º Juan Miguel Mercado        |
| 2006 | 7.º Juanma Gárate          | 70.º Juanma Gárate      | 59.º José Antonio Garrido Lima |
| 2007 | 34.º Mauro Facci           | 20.º Juanma Gárate      | 10.º Carlos Barredo            |
| 2008 | 19.º Paolo Bettini         | 35.º Matteo Carrara     | 15.º Juanma Gárate             |
| 2009 | 10.º Kevin Seeldraeyers    | 18.º Sylvain Chavanel   | 20.º Kevin de Weert            |
| 2010 | 39.º Branislau Samoilau    | 16.º Kevin de Weert     | 41.º Carlos Barredo            |
| 2011 | 12.º Dario Cataldo         | 12.º Kevin de Weert     | 23.º Kevin Seeldraeyers        |
| 2012 | 12.º Dario Cataldo         | 27.º Peter Velits       | 24.º Serge Pauwels             |
| 2013 | 61.º Michał Gołaś          | 11.º Michał Kwiatkowski | 31.º Serge Pauwels             |
| 2014 | 2.º Rigoberto Urán         | 24.º Jan Bakelants      | 38.º Wout Poels                |
| 2015 | 14.º Rigoberto Urán        | 42.º Rigoberto Urán     | 13.º Gianluca Brambilla        |
| 2016 | 6.º Bob Jungels            | 9.º Daniel Martin       | 7.º David de la Cruz           |
| 2017 | 8.º Bob Jungels            | 6.º Daniel Martin       | 42.º Bob Jungels               |
| 2018 | 31.º Maximilian Schachmann | 11.º Bob Jungels        | 2.º Enric Mas                  |
| 2019 | 33.º Bob Jungels           | 5.º Julian Alaphilippe  | 11.º James Knox                |

## Equipa filial
Desde 2013, conta com uma equipa filial de categoria continental, a AWT-GreenWay. Este encontra-se registado na República Checa e integram o plantel 13 corredores sub-23.

## Material ciclista

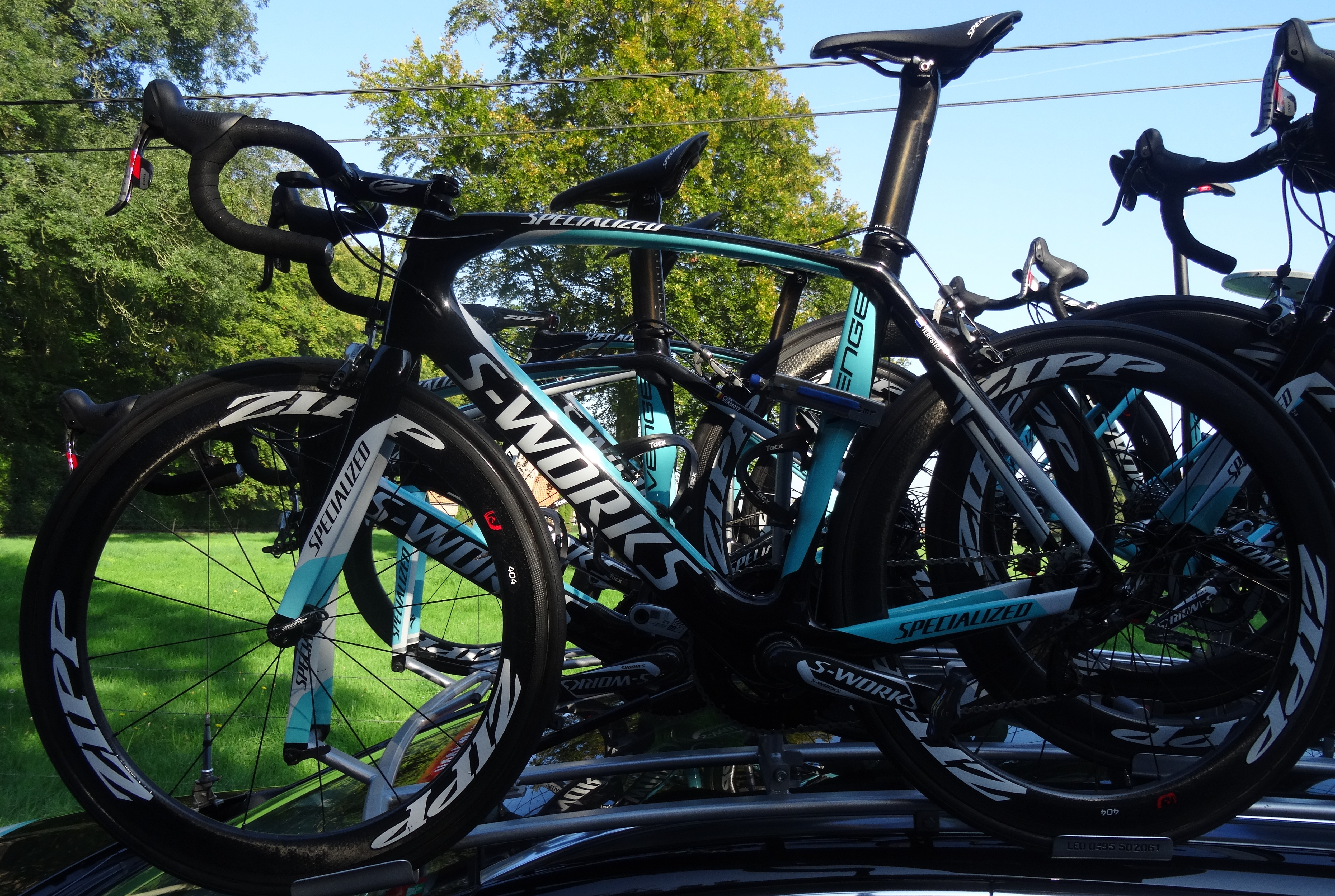
Bicicletas da equipa no Tour de Eurométropole 2014

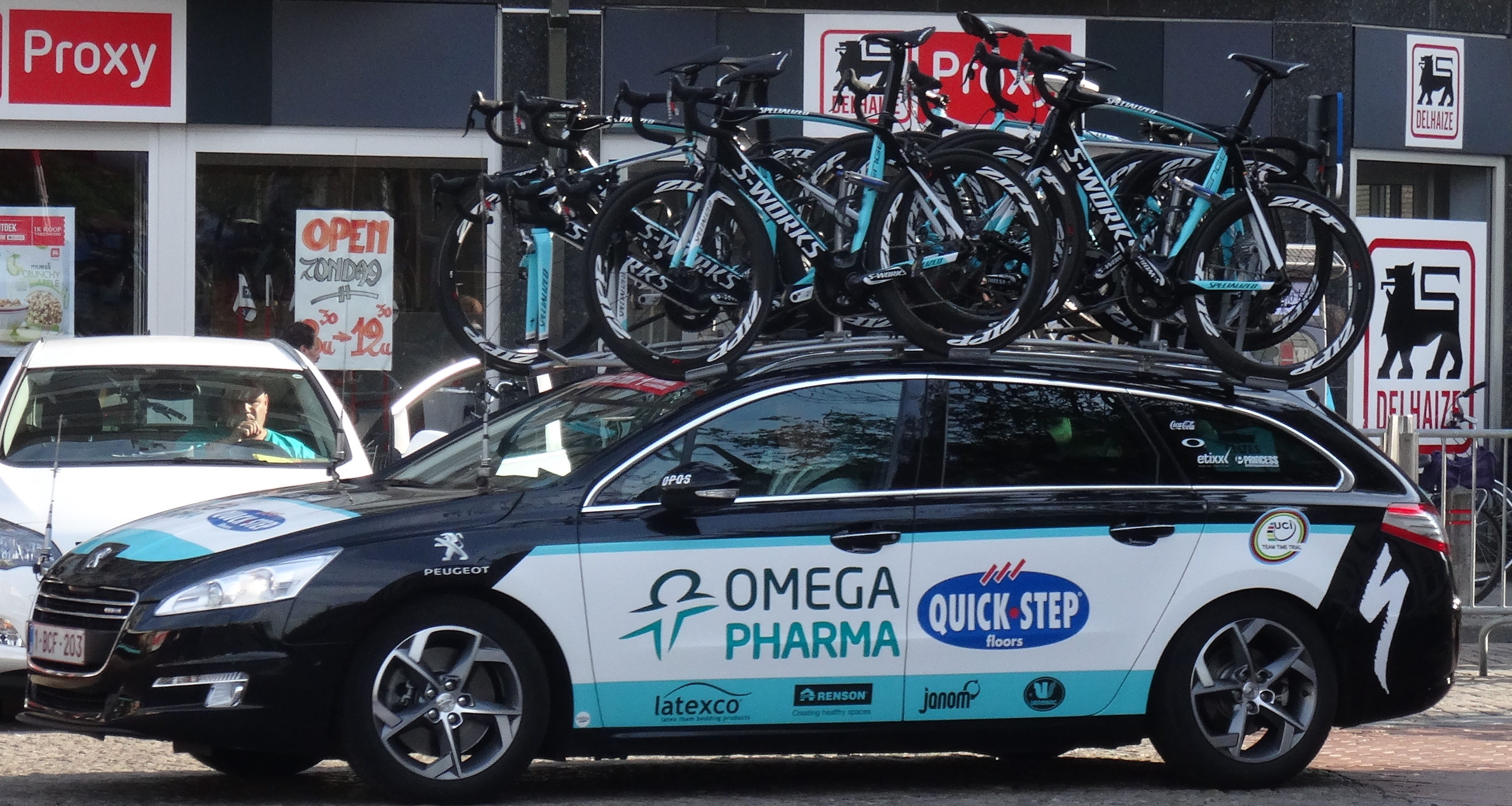
Veículos que utiliza a equipa

- Bicicletas: Specialized
- Componentes: Shimano
- Rodas: Roval
- Equipação: Vermarc
- Selins: Specialized
- Capacetes: Specialized
- Contaquilómetros: Polar Electro
- Veículos: Peugeot

## Classificações UCI
A partir de 1999 e até 2004 a UCI estabeleceu uma classificação por equipas divididas em três categorias (primeira, segunda e terceira). Durante 2003 e 2004 pertenceu à primeira categoria e as classificações que obteve e a do seu ciclista mais destacado foram as seguintes:ref>Road Rankings - 09.11.2003 - Classements Route Página oficial UCI</ref>
| Ano  | Categoria | Classificação por equipas | Melhor corredor | Posição |
| 2003 | Primeira  | 2º                        | Paolo Bettini   | 1º      |
| 2004 | Primeira  | 7º                        | Paolo Bettini   | 2º      |

A partir de 2005 a UCI instaurou o circuito profissional de máxima categoria, o UCI ProTour, onde a equipa está desde que se criou dita categoria. As classificações da equipa e do seu ciclista mais destacado são as seguintes:
| Ano  | Classificação por equipas | Melhor corredor | Posição |
| 2005 | 12º                       | Tom Boonen      | 2º      |
| 2006 | 13º                       | Tom Boonen      | 7º      |
| 2007 | 5º                        | Tom Boonen      | 20º     |
| 2008 | 8º                        | Stijn Devolder  | 7º      |

Depois de discrepâncias entre a UCI e os organizadores das Grandes Voltas, em 2009 teve-se que refundar o UCI ProTour numa nova estrutura chamada UCI World Ranking, formada por carreiras do UCI World Calendar; e a partir do ano de 2011 unindo na denominação comum do UCI WorldTour. A equipa seguiu sendo de categoria UCI ProTour e as classificações são as seguintes:
| Ano  | Classificação por equipas | Melhor corredor    | Posição |
| 2009 | 8º                        | Allan Davis        | 11º     |
| 2010 | 16º                       | Tom Boonen         | 19º     |
| 2011 | 16º                       | Tom Boonen         | 30º     |
| 2012 | 4º                        | Tom Boonen         | 3º      |
| 2013 | 7º                        | Michał Kwiatkowski | 23º     |
| 2014 | 4º                        | Michał Kwiatkowski | 16º     |
| 2015 | 4º                        | Rigoberto Urán     | 13º     |
| 2016 | 7º                        | Daniel Martin      | 10º     |
| 2017 | 2º                        | Daniel Martin      | 8º      |
| 2018 | 1º                        | Elia Viviani       | 6º      |
| 2019 | 1º                        | Julian Alaphilippe | 2º      |

## Palmarés
Para anos anteriores, veja-se Palmarés da Deceuninck-Quick Step

### Palmarés de 2020

#### UCI WorldTour
| Data          | Carreiras                    | Ganhador    |
| 21 de janeiro | 1.ª etapa do Tour Down Under | Sam Bennett |

#### UCI ProSeries
| Data | Carreiras | Ganhador |

#### Circuitos Continentais da UCI
| Datas | Circuito | Carreiras | Ganhador |

#### Campeonatos nacionais
| Datas | Carreiras | Ganhador |

## Plantel
Para anos anteriores, veja-se Elencos da Deceuninck-Quick Step

### Elenco de 2020
| Corredor              | Nascimento | Nacionalidade  | Equipa de 2019                    |
| Julian Alaphilippe    | 11/06/1992 | França         | Deceuninck-Quick Step             |
| João Almeida          | 05/08/1998 | Portugal       | Hagens Berman Axeon               |
| Shane Archbold        | 02/02/1989 | Nova Zelândia  | Bora-Hansgrohe                    |
| Kasper Asgreen        | 08/02/1995 | Dinamarca      | Deceuninck-Quick Step             |
| Andrea Bagioli        | 23/03/1999 | Itália         | Team Colpack                      |
| Davide Ballerini      | 21/09/1994 | Itália         | Astana Pro Team                   |
| Sam Bennett           | 16/10/1990 | Irlanda        | Bora-Hansgrohe                    |
| Mattia Cattaneo       | 25/10/1990 | Itália         | Androni Giocattoli-Sidermec       |
| Rémi Cavagna          | 10/08/1995 | França         | Deceuninck-Quick Step             |
| Tim Declercq          | 21/03/1989 | Bélgica        | Deceuninck-Quick Step             |
| Dries Devenyns        | 22/07/1983 | Bélgica        | Deceuninck-Quick Step             |
| Remco Evenepoel       | 25/01/2000 | Bélgica        | Deceuninck-Quick Step             |
| Ian Garrison          | 14/04/1998 | Estados Unidos | Hagens Berman Axeon               |
| Álvaro Hodeg          | 16/09/1996 | Colômbia       | Deceuninck-Quick Step             |
| Mikkel Frølich Honoré | 21/01/1997 | Dinamarca      | Deceuninck-Quick Step             |
| Fabio Jakobsen        | 31/08/1996 | Países Baixos  | Deceuninck-Quick Step             |
| Bob Jungels           | 22/09/1992 | Luxemburgo     | Deceuninck-Quick Step             |
| Iljo Keisse           | 21/12/1982 | Bélgica        | Deceuninck-Quick Step             |
| James Knox            | 04/11/1995 | Reino Unido    | Deceuninck-Quick Step             |
| Yves Lampaert         | 10/04/1991 | Bélgica        | Deceuninck-Quick Step             |
| Michael Mørkøv        | 30/04/1985 | Dinamarca      | Deceuninck-Quick Step             |
| Florian Sénéchal      | 10/07/1993 | França         | Deceuninck-Quick Step             |
| Pieter Serry          | 21/11/1988 | Bélgica        | Deceuninck-Quick Step             |
| Stijn Steels          | 21/08/1989 | Bélgica        | Roompot-Charles                   |
| Jannik Steimle        | 04/04/1996 | Alemanha       | Deceuninck-Quick Step (stagiaire) |
| Zdeněk Štybar         | 11/12/1985 | Chéquia        | Deceuninck-Quick Step             |
| Bert Van Lerberghe    | 29/09/1992 | Bélgica        | Cofidis, Solutions Crédits        |
| Mauri Vansevenant     | 01/06/1999 | Bélgica        | Neo (EFC-L&R-Vulsteke)            |

1. ↑  Desde o 1 de julho.